# Super Trouper (album)
Super Trouper is een album uit 1980 van de Zweedse band ABBA. Het was het zevende album van de groep. De nummers en de muziek werden geschreven door Benny en Björn. Frida heeft de lead in "Super Trouper", "Andante Andante" en "Our last summer"; de nummers "The winner takes it all", "Lay all your love on me" en "Happy new year" hebben Agnetha als leadzangeres.

## Nummers

### A-kant
1. "Super Trouper" - 4:13 (Frida)
2. "The Winner Takes It All" - 4:55 (Agnetha)
3. "On And On And On" - 3:41 (Agnetha en Frida)
4. "Andante Andante" - 4:38 (Frida)
5. "Me And I" - 3:56 (Frida)

### B-kant
1. "Happy New Year" - 4:37 (Agnetha)
2. "Our Last Summer" - 4:58 (Frida)
3. "The Piper" - 4:40 (Agnetha en Frida)
4. "Lay All Your Love On Me" - 4:33 (Agnetha)
5. "The Way Old Friends Do" - 2:53 (Agnetha en Frida)

## Hits
- "The Winner Takes It All" (het nummer over de echtscheiding van Agnetha en Björn).
- "Super Trouper"
- "Lay All Your Love On Me"
- "Happy New Year"